# Dicranomyia basuto
Dicranomyia basuto är en tvåvingeart som först beskrevs av Alexander 1956.  Dicranomyia basuto ingår i släktet Dicranomyia och familjen småharkrankar. Inga underarter finns listade i Catalogue of Life.